# 爱德华多·塞萨尔·加斯帕尔
爱德华多·塞萨尔·加斯帕尔（Eduardo César Gaspar，1978年5月15日—），通常稱為伊度（Edu），是一名前巴西足球運動員，擔任中場，曾效力阿仙奴與及華倫西亞。曾經擔任阿仙奴的技術總監。

## 外部連結
- Player stats at www.lfp.es （页面存档备份，存于）
- 足球数据库：伊度的球员统计数据
- 伊度 個人網頁